# 科塔瓦西
科塔瓦西（西班牙語：Cotahuasi），是秘魯的城鎮，位於該國南部阿雷基帕大區，是拉烏尼翁省的首府，距離阿雷基帕379公里，海拔高度2,683米，2005年人口1,529，居民主要使用奇楚瓦語和西班牙語。
15°12′47″S 72°53′18″W / 15.21306°S 72.88833°W